# Alfred Funke
Alfred Funke (* 22. April 1869 in Wellinghofen/Kreis Dortmund; † 9. Oktober 1941 in Berlin-Charlottenburg) war ein deutscher Theologe, Journalist und Schriftsteller.

## Leben
Alfred Funke besuchte die Schule in seinem Heimatort Wellinghofen und in Dortmund. Von 1888 bis 1891 studierte er Evangelische Theologie an der Universität Halle/Saale. Anschließend war er bis 1893 Rektor einer Privatschule im westfälischen Herscheid. Nachdem er 1896 das theologische Examen in Magdeburg bestanden hatte, ging er nach Brasilien, wo er im Staate Rio Grande do Sul fünf Jahre lang eine deutsche Schule leitete. Funke kehrte 1901 nach Deutschland zurück. 1902 promovierte er an der Universität Halle/Saale mit einer Arbeit zur Kolonialgeografie Südamerikas zum Doktor der Philosophie. In den folgenden Jahrzehnten widmete sich Funke vor allem der Propagierung deutscher Siedlungen in Brasilien und deutscher Kolonien in Afrika. Ab 1908 lebte er als Redakteur in Groß-Lichterfelde bei Berlin und ab 1922 in Berlin-Friedenau.
Im Jahr 1918 hatte Alfred Funke das Drehbuch zum Film Der Friedensreiter geschrieben. Im September 1919 gründete er seine eigene Filmfirma, die Deutscher Klassikerfilm GmbH (1919–1927).
Alfred Funke verfasste neben journalistischen Beiträgen zur Kolonialpolitik auch Romane, Erzählungen, Reiseberichte und Biografien.
Nach Ende des Zweiten Weltkrieges wurden in der Sowjetischen Besatzungszone seine Schriften Der Ruhrkampf (Schloeßmann, Leipzig 1933) und Schwarz-weiß-rot über Ostafrika (Sponholtz, Hannover 1933) auf die Liste der auszusondernden Literatur gesetzt. In der Deutschen Demokratischen Republik folgte auf diese Liste noch sein Die heilige Scholle (Heimat-Verlag, Halle 1930).

## Werke
- Aus Deutsch-Brasilien: Bilder aus dem Leben der Deutschen in Staate Rio Grande do Sul, Leipzig 1902 → Lesen auf archive.og
- Die Besiedlung des östlichen Südamerika, mit besonderer Berücksichtigung des Deutschtums,  Gebauer-Schwetschke, Halle a.S., 1902 → Lesen auf archive.org
- Deutsche Siedlung über See: Ein Abriss ihrer Geschichte und ihr Gedeihen in Rio Grande do Sul, Halle a.S. 1902 → Lesen auf archive.org
- Was ist national?, Halle 1902
- Eindrücke von der Polarfahrt des Dampfers „Großer Kurfürst“, Bremen 1905
- Unter den Coroados, Leipzig [unter anderem] 1905
- Vom Douro und Rio Grande, Halle 1906
- Afrikanischer Lorbeer, Berlin 1907
- Im Banne der Scherifen, Leipzig 1907
- Halloria!, Halle a.S. 1910
- Unter deutschen Palmen, Berlin 1910
- Der Gringo, Berlin 1913
- Schwert und Myrte (Kriegsroman), W. Vobach & Co., Berlin [unter anderem] 1914 → Lesen auf archive.org
- Mexiko in unseren Tagen, Cöln 1914
- Ayeshe, Berlin 1915
- Im Banne des deutschen Adlers (Kriegsroman), W. Vobach & Co., Berlin [unter anderem] 1915 → Lesen auf archive.org
- Der Roman der Kaiserin Eugenie, W. Vobach & Co., Berlin [unter anderem] 1916
- Unter zwei Zaren, W. Vobach & Co., Berlin [unter anderem] 1918
- Das Bismarck-Buch des deutschen Volkes, Berlin
  - 1. Bismarcks Werden und Wirken bis zur Reichsgründung, 1921
  - 2. Bismarck der Fürst, Kanzler und Schloßherr von Friedrichsruh, 1921
- Des Königs Schatten, Berlin [unter anderem] 1922
- Der Lasso: Brasilianischer Roman, Verlag W. Vobach & Co.,  Berlin, Leipzig, Wien Zürich,  1922 → Lesen auf archive.og
- Argentinien als Kolonialistenland, Bremen 1924
- Der Bruch im Lande, Halle a.d.S. 1924
- Der deutsche Kolonist in Brasilien, Bremen 1924
- Der Middelhof, Halle a.d.S. 1925
- Brasilien im 20. Jahrhundert, Berlin 1926
- Der Eiserne Kanzler, Halle an der Saale
  - 1. Jung-Bismarck, 1926
  - 2. Von Kniephof bis Petersburg, 1926
- Die heilige Scholle, Halle-Saale 1930
- Der Ruhrkampf, Leipzig [unter anderem] 1933
- Schwarz-Weiß-Rot über Afrika, Hannover 1933
- Paradies im Urwald, Berlin 1934
- Carl Peters, Berlin 1937
- Bismarck, der deutsche Mensch, Berlin 1939

## Herausgeberschaft
- O Brasil e a Allemanha 1822–1922, Berlin 1923